# طلينسيات
طِليّنُسِيَّات أو قبعات مسطحة (الاسم العلمي Tellinidae)، فصيلة حيوانات بحرية من الرخويات صفحيات الخياشيم. أجناسها وأنواعها المعروفة عديدة بعضها من متحجرات الأراضي الطباشيرية والبعض الآخر معاصر. موطنها يشمل معظم بحار العالم باستثناء المناطق القطبية. أصدافها ترواح بين المستديرة والإهليلجية الرفيعة القنن، جميعها متوسطة الحجم أو كبيرة. أثوابها جميلة الألوان الزاهرة يكثر فيها الأحمر ومشتقاته.